# 454505 Suntharalingam
454505 Suntharalingam è un asteroide della fascia principale. Scoperto nel 2010, presenta un'orbita caratterizzata da un semiasse maggiore pari a 3,2359457 UA e da un'eccentricità di 0,0970486, inclinata di 11,86305° rispetto all'eclittica.